# Megan Fox

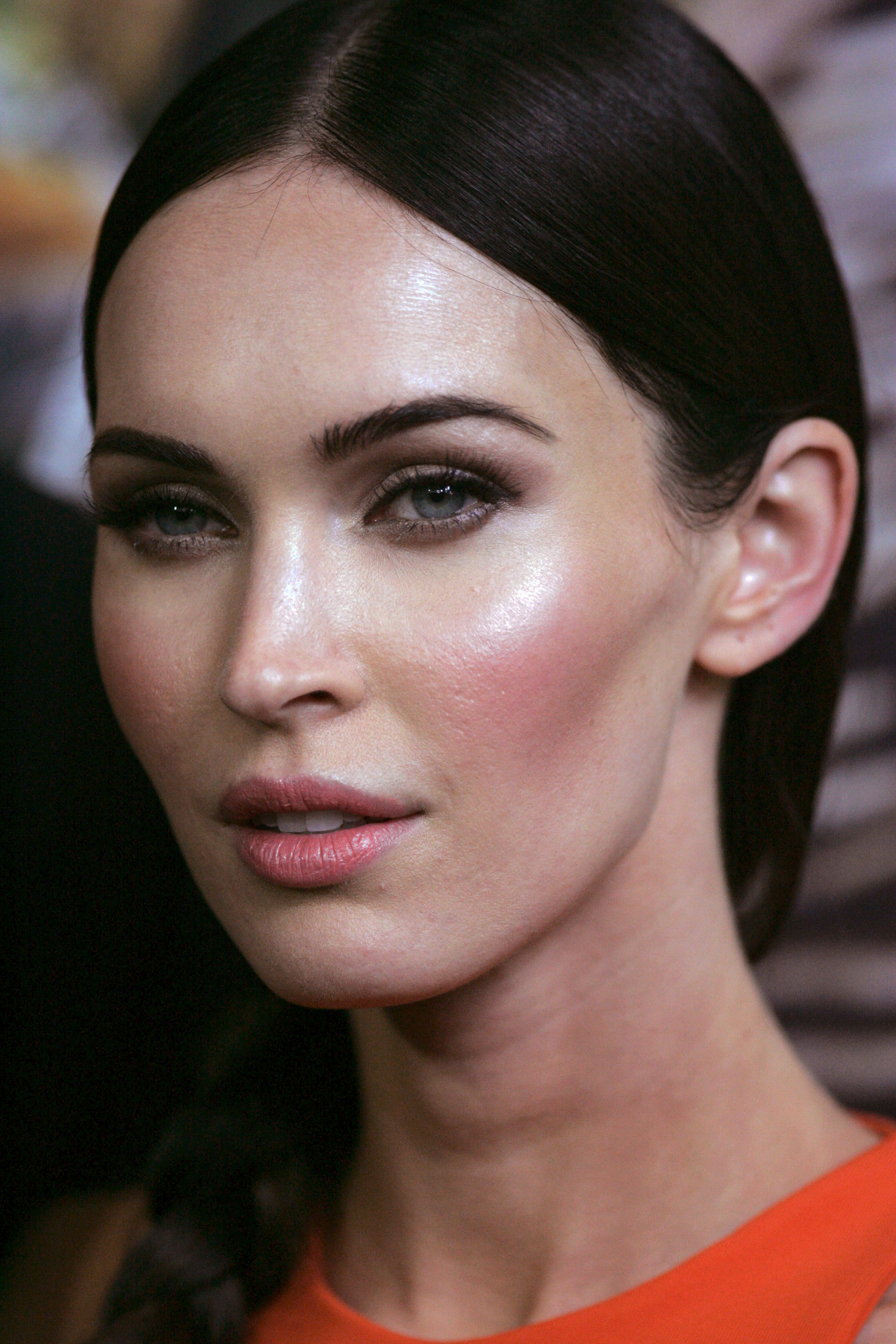
Megan Fox bei der Premiere von Teenage Mutant Ninja Turtles, 2014

Megan Denise Fox (* 16. Mai 1986 in Oak Ridge, Tennessee) ist eine US-amerikanische Schauspielerin und Model. Ihren Durchbruch hatte sie 2007 mit dem Film Transformers, in dem sie die weibliche Hauptrolle spielte.

## Leben
Megan Fox wurde in Oak Ridge in Tennessee als Tochter von Gloria Darlene und Franklin Thomas Fox in ärmlichen Verhältnissen geboren. Ihre Vorfahren waren Iren, Franzosen und nordamerikanische Indianer. Nach der Scheidung der Eltern heiratete die Mutter erneut, und Fox lebte mit ihrer Schwester, ihrer Mutter und ihrem Stiefvater zusammen. Im Alter von fünf Jahren begann sie eine Ausbildung in Schauspiel und Tanz. Als Fox zehn Jahre alt war, zog die Familie nach Saint Petersburg in Florida. 1999 nahm sie an diversen Talentwettbewerben und der American Modeling and Talent Convention in Hilton Head Island teil.
Fox ist ein Fan von Comics, Anime und Videospielen und bezeichnete den Comiczeichner Michael Turner als ihren Lieblingskünstler. 2007 sorgte sie für Aufsehen, als sie in einem Interview mit dem Männermagazin Maxim äußerte, dass sie viele illegale Drogen ausprobiert habe und die Legalisierung von Marihuana unterstütze. Im September 2008 gab sie in einem Interview mit dem Magazin GQ ihre Bisexualität bekannt. Sie erzählte, dass sie sich mit 18 in eine Stripperin verliebte und eine Beziehung mit ihr aufzubauen versuchte. Fox gilt als Sexsymbol, wurde von den Zeitschriften Maxim und FHM mehrfach unter die attraktivsten Frauen der Welt gewählt und dabei 2008 von der FHM zur „Sexiest Woman in the World“ ernannt.

## Karriere

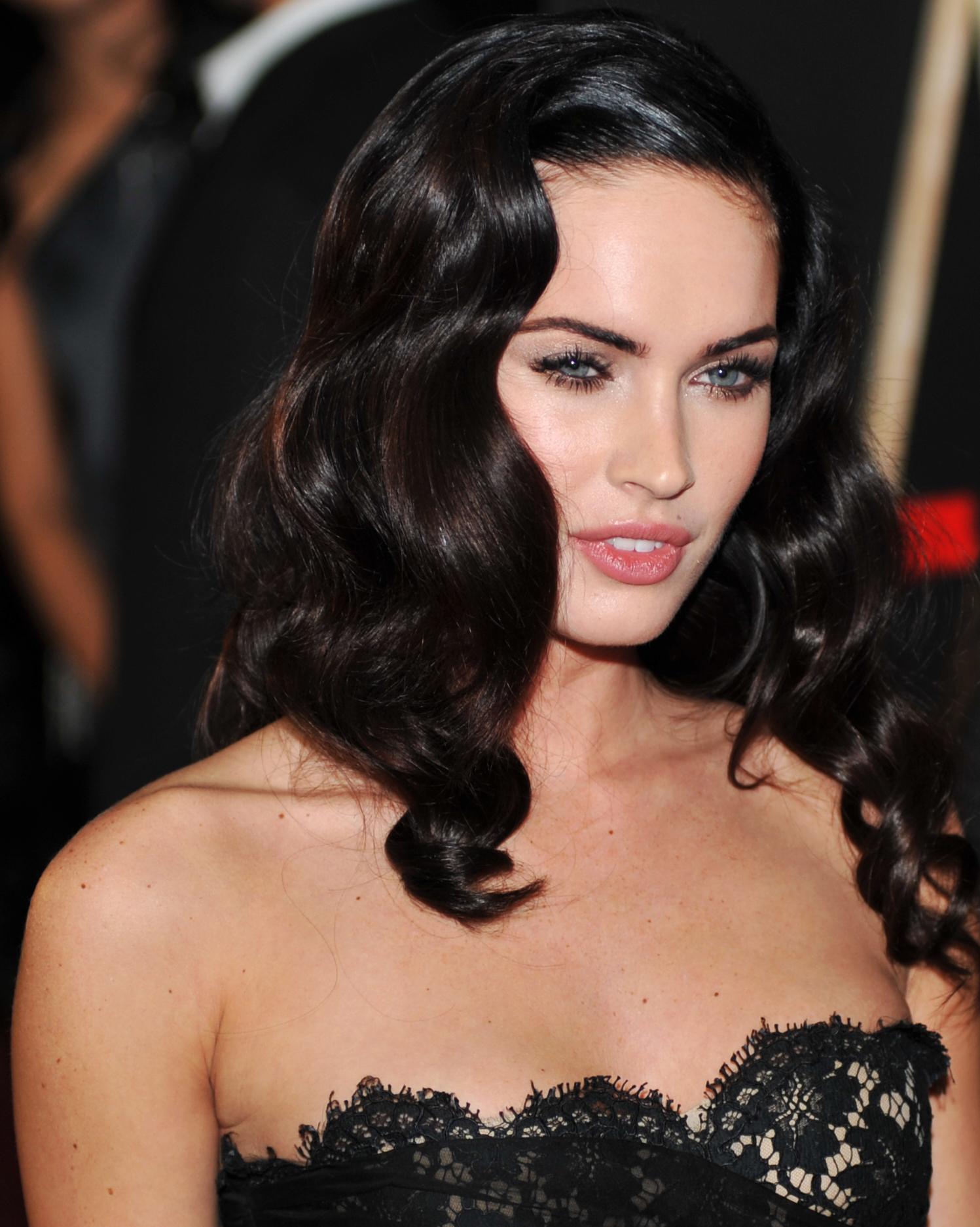
Megan Fox auf dem Toronto International Film Festival 2009

Ihr Filmdebüt gab Fox 2001 neben Mary-Kate und Ashley Olsen in Ferien unter Palmen. Anschließend hatte sie einen Kurzauftritt in Bad Boys II. Danach folgten kleinere Auftritte in Sitcoms wie Two and a Half Men und Hallo Holly. Im Film Bekenntnisse einer Highschool-Diva (2004) sah man sie als Carla, die Widersacherin von Lola, gespielt von Lindsay Lohan.
Einem größeren Publikum wurde sie 2007 durch den Michael-Bay-Film Transformers bekannt. Dort verkörperte sie Mikaela Banes, die vorbestrafte Freundin von Sam Witwicky (dargestellt von Shia LaBeouf). In der Fortsetzung Transformers – Die Rache wirkte sie neben Shia LaBeouf, Tyrese Gibson und John Turturro wieder mit. Für den dritten Teil hatte Fox zwar für die Hauptrolle unterschrieben, wurde jedoch aufgrund eines Hitler-Vergleichs mit Michael Bay entlassen. In dem 2008 erschienenen Film New York für Anfänger verkörperte Fox an der Seite von Jeff Bridges und Kirsten Dunst eine Filmschauspielerin. In der Horrorkomödie Jennifer’s Body – Jungs nach ihrem Geschmack, die 2009 erschien, spielte sie die Hauptrolle Jennifer Check. 2010 sah man sie in einer Nebenrolle in der Jonah-Hex-Comicverfilmung mit Josh Brolin und John Malkovich. Im selben Jahr stand sie mit Mickey Rourke und Bill Murray in dem Drama Passion Play vor der Kamera, das beim Toronto International Film Festival Premiere feierte. 2019 spielte sie die amerikanische Kriegsberichterstatterin Marguerite Higgins in dem südkoreanischen Film Battle of Jangsari (장사리: 잊혀진 영웅들 Jangsari: Ityeojin Yeongungdeul) von Kwak Kyung-taek.
Außerdem wurde ihr die Rolle der Lara Croft im dritten Tomb-Raider-Film angeboten. Sie lehnte jedoch ab, weil sie nicht mit Angelina Jolie verglichen werden wolle, die die Rolle in den ersten beiden Filmen Lara Croft: Tomb Raider und Lara Croft: Tomb Raider – Die Wiege des Lebens gespielt hatte. Ab 2010 war Fox zeitweilig Model für die Modemarke Armani.

## Privatleben

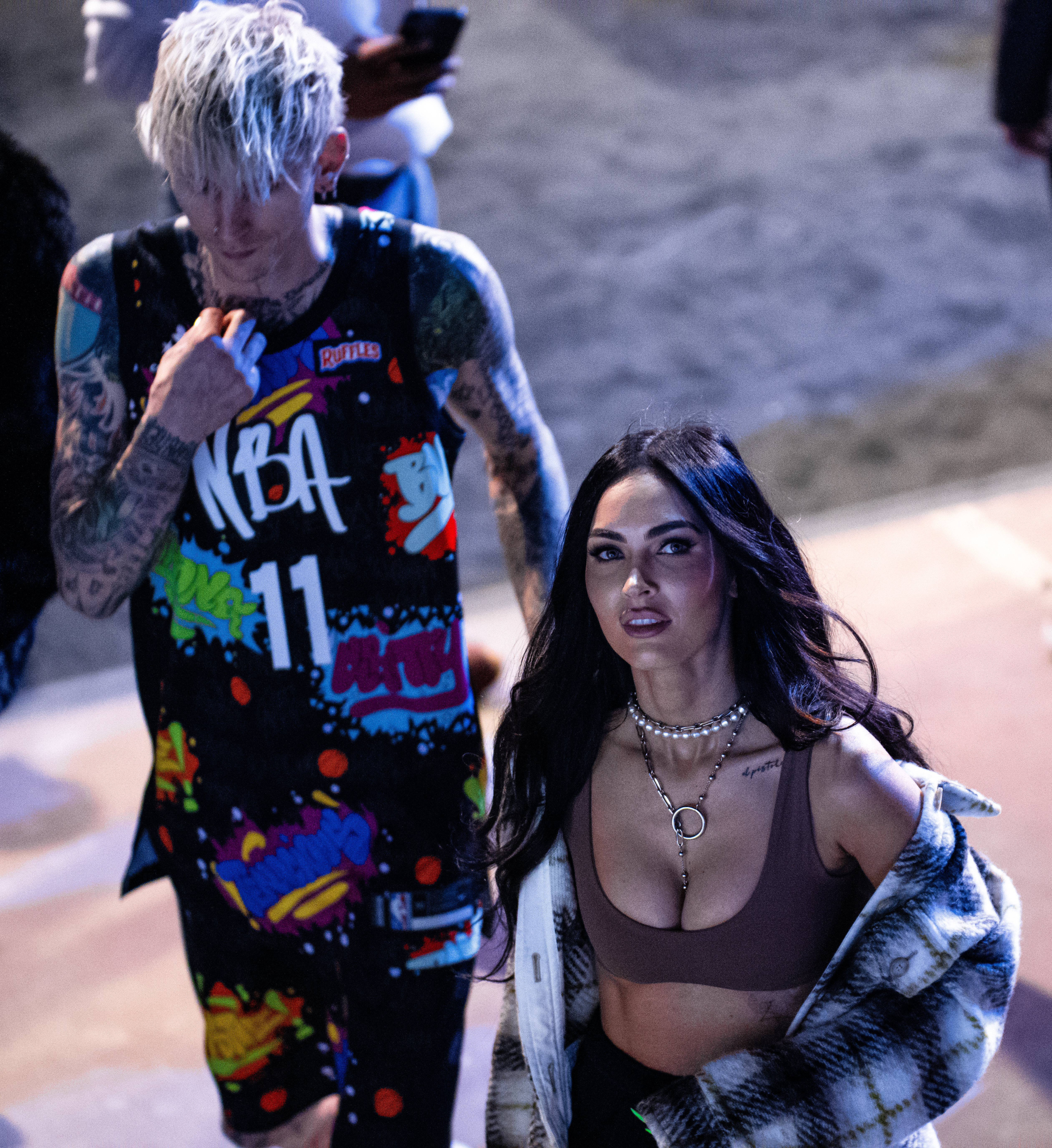
Machine Gun Kelly und Fox in Cleveland im Februar 2022

2004 begann Fox eine Beziehung mit dem Schauspieler Brian Austin Green, den sie am Set der Fernsehserie Hope and Faith kennenlernte. Im Februar 2009 trennten sie sich, im Juni 2010 kamen sie erneut zusammen. Sie heirateten am 24. Juni 2010 auf Hawaii. Am 27. September 2012 wurden sie Eltern eines Sohnes. Green brachte zudem seinen Sohn (* 30. März 2002) aus einer Beziehung mit der Schauspielerin Vanessa Marcil mit in die Ehe. Am 14. Februar 2014 bekamen sie ihren zweiten Sohn. Am 19. August 2015 gaben die beiden ihre Trennung bekannt, zwei Tage später reichte Fox die Scheidung ein. Im August 2016 wurde ihr dritter Sohn geboren. Nach der Geburt ihres Sohnes wurde die Scheidung auf Eis gelegt. Im Mai 2020 bestätigte Green die Scheidung.
Im Juni 2020 wurde bekannt, dass Fox mit dem US-amerikanischen Musiker Machine Gun Kelly liiert ist. Im Januar 2022 gaben sie ihre Verlobung bekannt. Im März 2024 gab sie die Lösung der Verlobung bekannt. Im November 2024 trennten sie sich endgültig, bevor sie am 27. März 2025 Eltern einer Tochter wurden.

## Filmografie

### Filme
- 2001: Ferien unter Palmen (Holiday in the Sun)
- 2003: Bad Boys II
- 2004: Bekenntnisse einer Highschool-Diva (Confessions of a Teenage Drama Queen)
- 2004: Fashion Girl – Der Pate trägt Prada (Crimes of Fashion, Fernsehfilm)[28]
- 2007: Transformers
- 2008: New York für Anfänger (How to Lose Friends & Alienate People)
- 2008: Whore
- 2009: Transformers – Die Rache (Transformers: Revenge of the Fallen)
- 2009: Jennifer’s Body – Jungs nach ihrem Geschmack (Jennifer’s Body)
- 2010: Jonah Hex
- 2010: Passion Play
- 2011: Friends with Kids
- 2012: Der Diktator (The Dictator)
- 2012: Immer Ärger mit 40 (This Is 40)
- 2014: Teenage Mutant Ninja Turtles
- 2016: Teenage Mutant Ninja Turtles: Out of the Shadows
- 2019: Above the Shadows
- 2019: Zeroville
- 2019: Bataillon der Verdammten – Die Schlacht um Jangsari (The Battle of Jangsari)
- 2020: Denk wie ein Hund (Think Like a Dog)
- 2020: Rogue Hunter (Rogue)
- 2021: Till Death – Bis dass dein Tod uns scheidet (Till Death)
- 2021: Midnight in the Switchgrass – Auf der Spur des Killers (Midnight in the Switchgrass)
- 2021: Night Teeth
- 2022: Big Gold Brick
- 2022: Good Mourning
- 2022: Taurus
- 2023: Johnny & Clyde
- 2023: The Expendables 4 (Expend4bles)
- 2024: Subservience

### Serien
- 2002–2003: Ocean Ave. (122 Folgen)
- 2003: Hallo Holly (What I Like About You, Folge 2x05)
- 2004: Two and a Half Men (Folge 1x12)
- 2004: The Help (3 Folgen)
- 2004–2006: Hope and Faith (Hope & Faith, 48 Folgen)
- 2012: Wedding Band (Folge 1x02)
- 2012: Robot Chicken: DC Comics Special
- 2016–2017: New Girl (15 Folgen)
- 2023: Dave (Folge 3x08)
- 2025: Überkompensation (Overcompensating, 4 Folgen)

### Musikvideos
- 2009: Panic! at the Disco – New Perspective
- 2010: Eminem feat. Rihanna – Love the Way You Lie
- 2020: Machine Gun Kelly – Bloody Valentine
- 2020: Machine Gun Kelly – Drunk Face

## Ehrungen und Auszeichnungen

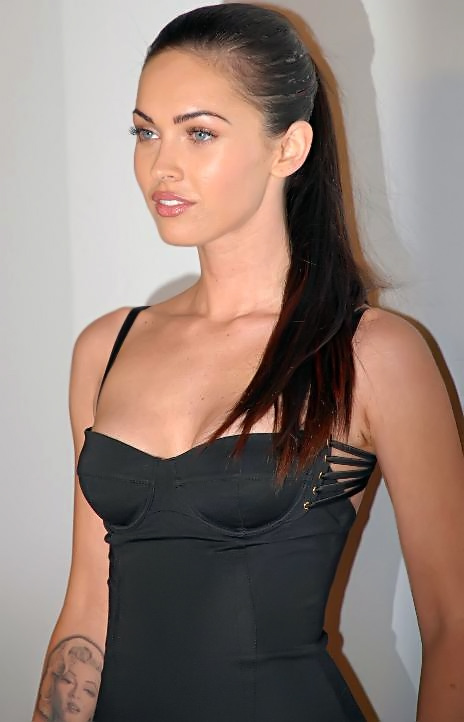
Megan Fox bei den Life Magazine Breakthrough of the Year Awards (2007)

- 2005: nominiert für den Young Artist Award
- 2007: drei Nominierungen für den Teen Choice Award
- 2007: Scream Award – Sci-Fi Siren für Transformers
- 2008: FHM Sexiest Women in the World, Platz 1
- 2009: FHM Sexiest Women in the World, Platz 2
- 2010: FHM Sexiest Women in the World, Platz 2
- 2011: FHM Sexiest Women in the World, Platz 4
- 2012: FHM Sexiest Women in the World, Platz 7
- 2013: FHM Sexiest Women in the World, Platz 17

## Negativ-Preise
- 2010: nominiert für die Goldene Himbeere in der Kategorie Schlechteste Schauspielerin für Jennifer’s Body – Jungs nach ihrem Geschmack und Transformers – Die Rache
- 2010: nominiert für die Goldene Himbeere in der Kategorie Schlechtestes Leinwandpaar für Transformers – Die Rache (mit Shia LaBeouf)
- 2011: nominiert für die Goldene Himbeere in der Kategorie Schlechteste Schauspielerin für Jonah Hex
- 2011: nominiert für die Goldene Himbeere in der Kategorie Schlechtestes Leinwandpaar für Jonah Hex (mit Josh Brolin)
- 2015: Goldene Himbeere in der Kategorie Schlechteste Nebendarstellerin für Teenage Mutant Ninja Turtles
- 2017: nominiert für die Goldene Himbeere in der Kategorie Schlechteste Schauspielerin für Teenage Mutant Ninja Turtles: Out of the Shadows
- 2022: nominiert für die Goldene Himbeere in der Kategorie Schlechteste Schauspielerin für Midnight in the Switchgrass
- 2024: Goldene Himbeere in der Kategorie Schlechteste Schauspielerin für Johnny & Clyde
- 2024: Goldene Himbeere in der Kategorie Schlechteste Nebendarstellerin für The Expendables 4
- 2025: nominiert für die Goldene Himbeere in der Kategorie Himbeeren-Erlöser-Preis für Subservience